# Picayune
Picayune és una població dels Estats Units a l'estat de Mississipi. Segons el cens del 2008 tenia 11.787 habitants.

## Demografia
Segons el cens del 2000, Picayune tenia 10.535 habitants, 4.100 habitatges, i 2.865 famílies. La densitat de població era de 345,9 habitants per km².
Dels 4.100 habitatges en un 31,8% hi vivien nens de menys de 18 anys, en un 45% hi vivien parelles casades, en un 20,8% dones solteres, i en un 30,1% no eren unitats familiars. En el 26,4% dels habitatges hi vivien persones soles l'11,8% de les quals corresponia a persones de 65 anys o més que vivien soles. El nombre mitjà de persones vivint en cada habitatge era de 2,54 i el nombre mitjà de persones que vivien en cada família era de 3,06.
Per edats la població es repartia de la següent manera: un 27% tenia menys de 18 anys, un 9,4% entre 18 i 24, un 25,5% entre 25 i 44, un 23% de 45 a 60 i un 15,1% 65 anys o més.
L'edat mediana era de 36 anys. Per cada 100 dones de 18 o més anys hi havia 79,2 homes.
Entorn del 18,9% de les famílies i el 20,8% de la població estaven per davall del llindar de pobresa.

## Poblacions més properes
El següent diagrama mostra les poblacions més properes.